# Ray Harroun
Ray Harroun (ur. 12 stycznia 1879 w Spartanburgu w stanie Pensylwania, zm. 19 stycznia 1968) – amerykański kierowca wyścigowy.
W latach 1905–1911 wystartował w co najmniej 60 wyścigach organizowanych w Ameryce, wygrywając przynajmniej 14 z nich. Najbardziej znany jest jednak ze zwycięstwa w pierwszej edycji wyścigu Indianapolis 500. W większości z nich brał udział jako kierowca fabryczny firmy Marmon.
W okresie gdy Harroun się ścigał nie przyznawano tytułów mistrzowskich, jednak w 1927 roku postanowiono przyznać i przeliczyć punkty za dotychczas rozegrane sezony. W ten sposób Ray Harroun został mistrzem za rok 1910.
Po zakończeniu kariery kontynuował pracę dla Marmona, a później dla innego z producentów samochodowych w owym czasie – Maxwella. W 1917 założył własną firmę samochodową i kontynuował w niej pracę aż do przejścia na emeryturę w wieku 79 lat.

## Starty w Indianapolis 500
| Rok  | Nadwozie | Silnik | Start | Wynik | Uwagi |
| ---- | -------- | ------ | ----- | ----- | ----- |
| 1911 | Marmon   | Marmon | 28    | 1     |       |